# 第10號鋼琴奏鳴曲 (莫札特)
C大調第10號鋼琴奏鳴曲，作品號K. 330/300h，是莫札特在1783年完成的奏鳴曲K. 330-332的其中一首。

## 分析
演奏這首樂曲需花15到20分鐘。

### 架構
此奏鳴曲分為三個樂章:
1. 中庸的快板（Allegro moderato）
2. 如歌的行板（Andante cantabile）
3. 小快板（Allegretto）

第一樂章
約需花5-7分鐘彈奏，此樂章的第一部份為C大調，中間轉為G大調，奏後在重複原來的第一部份並轉回C大調。
第二樂章
約需花5-8分鐘彈奏，然而在樂章元曲樂章的結尾卻消失了，於是編輯者便下決心以最像莫札特風格的樂句補足失去的片段。
第三樂章
第三樂章為最活潑、最有活力的樂章，演奏者約需花4-6分鐘彈奏。快速的琶音不斷出現在樂章中，跟第二樂章一樣，結尾也消失了。

## 外部連結
- 《莫札特第10號鋼琴奏鳴曲》：谱子和报道（德语），《莫扎特全集》
- 《莫札特第10號鋼琴奏鳴曲》：国际乐谱典藏计划上的乐谱